# Инкан
Инкан (яп. 印鑑) или Ханко (яп. 判子) — личная печать, используемая в Японии в качестве подписи. Для совершения ответственных операций — закрепления сделок, покупки недвижимости, открытия банковских счетов — используется зарегистрированная в органах местного самоуправления печать, называемая дзицуин (яп. 実印). Простая печать для повседневных операций называется митомэин (яп. 認印).

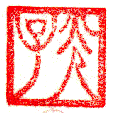
Оттиск «Мицуко» (光子, женское имя)

Обычно инкан представляет собой стержень диаметром от 25 до 75 миллиметров. В качестве материала может использоваться древесина твёрдых пород, слоновая кость. Печати с распространёнными японскими именами продаются готовыми. Иностранные имена могут быть выгравированы латинскими буквами, каной или иероглифами.
Современный японец обычно имеет несколько печатей. Мужские печати обычно превосходят в размерах женские. Также размер печати зависит от ранга — инкан начальника почти всегда больше, чем у подчинённых.

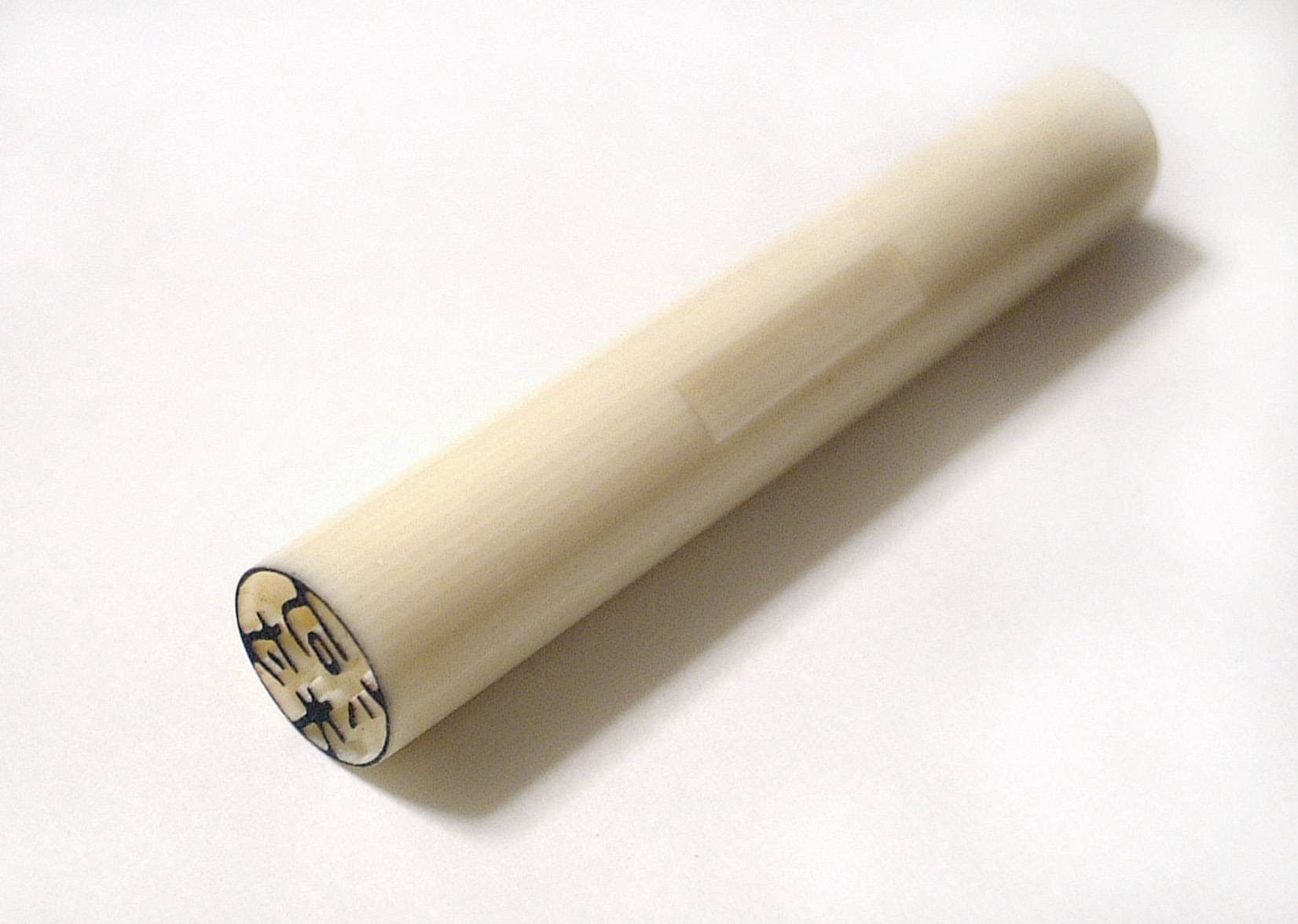
Классический инкан (оттиск «Кавамура» (河村))
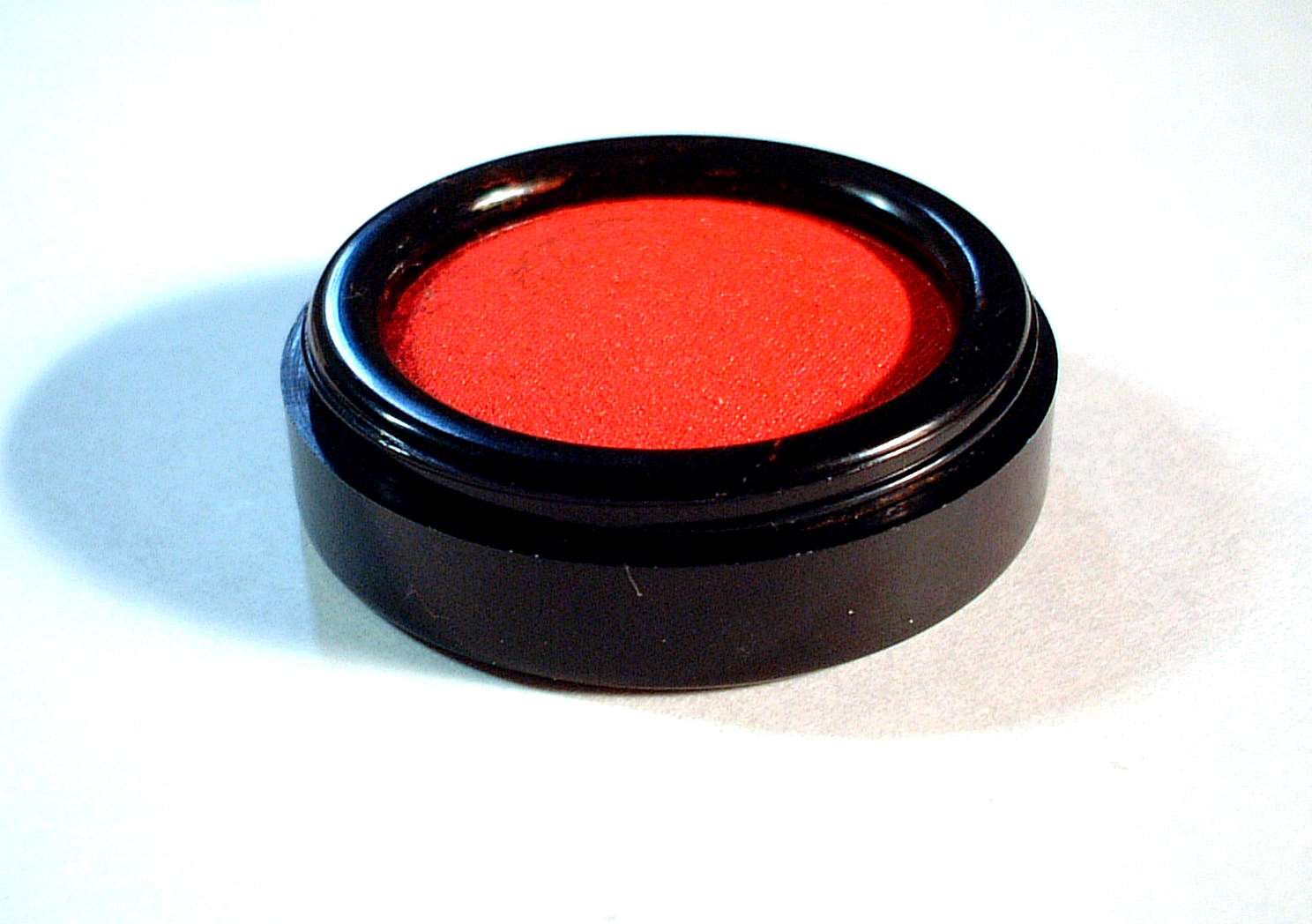
Сюнику — чернила для оттиска
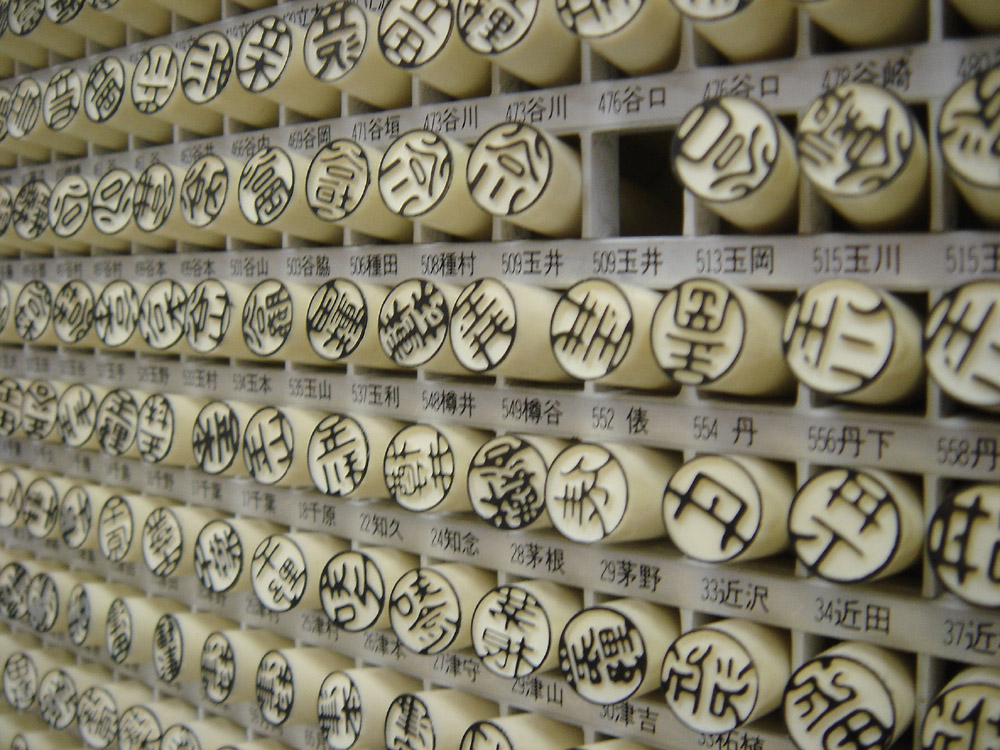
В магазине
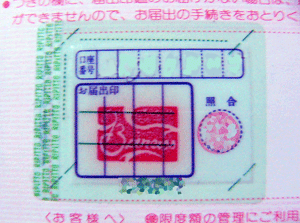
Образец банковского оттиска